# Liste der Kulturdenkmäler in Hamburg-Niendorf
Die Liste der Kulturdenkmäler in Hamburg-Niendorf enthält die in der Denkmalliste ausgewiesenen Denkmäler auf dem Gebiet des Stadtteils Niendorf der Freien und Hansestadt Hamburg.
Basis ist der Datensatz Denkmalliste Hamburg auf dem Transparenzportal Hamburg. Dieser enthält alle Objekte, die rechtskräftig nach dem Hamburger Denkmalschutzgesetz vom 5. April 2013 unter Denkmalschutz stehen (§ 6 Abs. 1 DSchG HA) oder zumindest zeitweise standen. Die Denkmalliste steht auch als PDF-Dokument zur Verfügung. Alle Denkmäler in Niendorf, die schon nach dem Denkmalschutzgesetz vom 3. Dezember 1973, zuletzt geändert am 27. November 2007, unter Denkmalschutz standen, sind auch auf der Liste der Kulturdenkmäler im Hamburger Bezirk Eimsbüttel zu finden.

## Legende
- ID: Gibt die vom Denkmalschutzamt Hamburg vergebene Objekt-ID (Identifikationsnummer) des Kulturdenkmals an, (in Klammern gegebenenfalls die Denkmalnummer nach altem Denkmalschutzgesetz).
- Adresse: Nennt den Straßennamen und, wenn vorhanden, die Hausnummer des Kulturdenkmals. Die Grundsortierung der Liste erfolgt nach dieser Adresse.
- Art: Zeigt an, ob es ein Objekt („O“) oder ein Ensemble („E“) ist.
- Datierung: Gibt die Datierung an; das Jahr der Fertigstellung bzw. den Zeitraum der Errichtung.
- Ensemble: Gibt die Nummer des Ensembles an, zu der das Objekt gehört, bzw. bei Ensembles die Nummer des Ensembles selbst.

Hinweis: Die Grundsortierung der Liste erfolgt nach der Adresse und ist alternativ nach ID, Art (Objekt oder Ensemble), Typ, Datierung, Entwurf oder Kurzbeschreibung sortierbar.

| ID           | Adresse                                                                                      | Art | Typ                                     | Kurzbeschreibung                                                             | Datierung                     | Entwurf                                            | Ensemble | Bild           |
| ------------ | -------------------------------------------------------------------------------------------- | --- | --------------------------------------- | ---------------------------------------------------------------------------- | ----------------------------- | -------------------------------------------------- | -------- | -------------- |
| 29535        | Bindfeldweg 8 (Lage)                                                                         | O   | Wohnhaus; Einfriedung                   | Wohnhaus und Vorgartenumfriedung                                             | 1929                          | Stuhlmann, Ernst                                   |          |                |
| 30631        | Bondenwald 56 (Lage)                                                                         | E   |                                         | Bondenwald 56                                                                |                               |                                                    | 30631    |                |
| 19392 (1562) | Bondenwald 56 (Lage)                                                                         | O   | Landhaus                                |                                                                              | 1913–1914                     | Saxen, Peter Georg                                 | 30631    |                |
| 28676 (1562) | Bondenwald 56 (Lage)                                                                         | O   | Landhausgarten                          |                                                                              | 1913–1914                     | Barth, Erwin                                       | 30631    |                |
| 19872        | Bondenwald 108 (Lage)                                                                        | O   | Wohnhaus (Gästehaus; Sommerhaus)        |                                                                              | 1911                          | Frejtag & Elingius (Frejtag, Leon/Elingius, Erich) |          |                |
| 19681 (1626) | Bondenwald 110a (Lage)                                                                       | O   | Landhaus                                | Villa Mutzenbecher                                                           | um 1900, 1908–10 verändert    | nicht ermittelbar, verändert von Erich Elingius    |          |                |
| 19682 (1017) | Friedrich-Ebert-Straße 14 (Lage)                                                             | O   | Werk- und Armenhaus                     |                                                                              | 1866                          |                                                    |          |                |
| 30630        | Kollaustraße 239a, 239b, 241, o.Nr., Niendorfer Marktplatz 3, o.Nr., neben der Kirche (Lage) | E   |                                         | Niendorfer Kirche                                                            |                               |                                                    | 30630    | weitere Bilder |
| 19389        | Kollaustraße 239a, 239b (Lage)                                                               | O   | Propstei/Kirchenkreishaus               |                                                                              | 1967                          |                                                    | 30630    |                |
| 19390        | Kollaustraße 241 (Lage)                                                                      | O   | Gemeindehaus                            |                                                                              | 1955                          |                                                    | 30630    |                |
| 19391        | Kollaustraße o.Nr. (Lage)                                                                    | O   | Friedhof                                | Alter Friedhof Niendorf                                                      | 1770, ab; 1956 (Umgestaltung) |                                                    | 30630    | weitere Bilder |
| 19684        | Kollaustraße o.Nr. (Lage)                                                                    | O   | Hofeinfahrtssteine                      |                                                                              | 1786                          |                                                    |          |                |
| 19683        | König-Heinrich-Weg 3 (Lage)                                                                  | O   | Einfamilienhaus                         |                                                                              | 1890/1900                     | nicht ermittelbar                                  |          |                |
| 19685 (1532) | Lütt Kollau 24a (Lage)                                                                       | O   | Grenzstein                              |                                                                              | 1864                          |                                                    |          | BW             |
| 27043        | Moordamm o.Nr. (Lage)                                                                        | O   | Grenzstein                              |                                                                              | 1828                          |                                                    |          | BW             |
| 19687        | Niendorfer Gehege 10 (Lage)                                                                  | O   | Arbeiterwohnhaus                        |                                                                              | 1890, um                      | nicht ermittelbar                                  |          |                |
| 19688 (1415) | Niendorfer Gehege 14 (Lage)                                                                  | O   | Wohngebäude (Sommerhaus)                |                                                                              | 1909–1911; 1923               | Dorn, Ernst Paul                                   |          |                |
| 19689 (1283) | Niendorfer Gehege 31 (Lage)                                                                  | O   | Wohngebäude (Sommerhaus)                |                                                                              | 1903                          | Dorn, Ernst Paul                                   |          |                |
| 30666        | Niendorfer Gehege 32, 34 (Lage)                                                              | E   |                                         | Niendorfer Gehege 32, 34                                                     |                               |                                                    | 30666    |                |
| 19691 (886)  | Niendorfer Gehege 32 (Lage)                                                                  | O   | Wohngebäude (Sommerhaus)                |                                                                              | 1875                          |                                                    | 30666    |                |
| 19692 (886)  | Niendorfer Gehege 34 (Lage)                                                                  | O   | Wohnhaus                                |                                                                              | 1881                          |                                                    | 30666    |                |
| 19690        | Niendorfer Kirchenweg 17 (Lage)                                                              | O   | Warteschule/Krippe                      |                                                                              | 1912                          |                                                    |          |                |
| 19871        | Niendorfer Kirchenweg 18 (Lage)                                                              | O   | Kirche                                  | Kirche St. Ansgar                                                            | 1961–1962                     | Bargholz, Karlheinz                                |          | weitere Bilder |
| 19388        | Niendorfer Marktplatz 3 (Lage)                                                               | O   | Pastorat                                |                                                                              | 1950                          |                                                    | 30630    |                |
| 19386        | Niendorfer Marktplatz neben der Kirche (Lage)                                                | O   | Kriegerdenkmal (Kriegerdenkmal 1914/18) |                                                                              | 1918, nach                    |                                                    | 30630    |                |
| 19387 (191)  | Niendorfer Marktplatz o.Nr. (Lage)                                                           | O   | Kirchengebäude                          | Niendorfer Kirche                                                            | 1769/1770                     | Schmidt, Heinrich                                  | 30630    |                |
| 29534        | Sachsenweg 2 (Lage)                                                                          | O   | Kirche                                  | Verheißungskirche, Kirchengebäude mit Glockenturm, Gemeindehaus und Pastorat | 1966                          | Bunje, Helmut/Bunje, Traute/Jürgensen, Volker      |          |                |
| 29536        | Tibarg 52 (Lage)                                                                             | O   | Denkmal                                 | Tibarg, Denkmalanlage mit Stein und Doppeleiche                              | 1898                          |                                                    |          |                |